# Fantomah
Fantomah és un personatge de còmics nord-americà, conegut principalment per ser una de les primeres superheroïnes de còmics. Creat per Fletcher Hanks, el personatge va aparèixer per primera vegada a Jungle Comics nº 2 (amb data de portada de febrer de 1940), publicat per Fiction House. Hanks també és conegut per crear l'igualment estrany Stardust the Super Wizard.
El personatge va precedir la primera aparició de Wonder Woman, i s'ha afirmat que va ser la primera superheroïna femenina dels còmics (tot i que la superheroïna de Centaur Comics, "Magician from Mars", és anterior a Fantomah per dos mesos). Un historiador de còmics va dir: "Simultàniament grotesc i tonto, horrible i hilarant, la tira realment desafia la descripció".

## Història de la publicació
Fantomah, "Mystery Woman of the Jungle", és una superheroïna femenina de còmics creada per l'escriptor i artista Fletcher Hanks, sota el pseudònim de Barclay Flagg. Va debutar en un serial homònim a Jungle Comics nº 2 (febrer de 1940), i va continuar, sempre com a serial dins la sèrie, fins a la seva última aparició al número 51 (març de 1944). A partir del número 16 (abril de 1941), Hanks va ser succeït per un escriptor desconegut sota el pseudònim H.B. Hovious, amb l'art provisionalment acreditat a Robert Pious. Aquesta versió de Fantomah va abandonar els adorns d'una superheroïna i va ser retratada com una típic arquetip de noia de la selva.
Segons la Jess Nevins' Encyclopedia of Golden Age Superheroes, Fantomah "lluita contra els caçadors d'ivori, una sèrie de científics bojos i dinosaures alienígenes, un home convertit en un dimoni de la jungla, la dona-tigre de la muntanya Wildmoon, homes de les cavernes, un científic de mòmies i quintacolumnistes alemanys".
La tercera etapa de la carrera de Fantomah va començar a Jungle Comics nº 27 (març de 1942) quan Hovious i l'artista George Appel la van convertir retroactivament en una antiga princesa egípcia, reviscuda per protegir la selva. En aquell moment, es va deixar caure el subtítol "Mystery Woman of the Jungle" (Dona misteriosa de la selva) i es va convertir en "Fantomah, Daughter of the Pharaohs" (filla dels faraons).
Fiction House va reimprimir dues històries a Ka'a'nga Comics amb una altra noia de la selva, Camilla, reescrivint les històries i canviant el nom del personatge principal a "Fantomah".
Posteriorment, Fantastic Adventures nº 1 d'A.C.E. Comics (juliol de 1987) i Golden Age Greats nº 14 d'AC Comics (març de 1999) i Men of Mystery Comics nº 85 (abril de 2011) van reimprimir les primeres històries de Fantomah.
Com que Fantomah és de domini públic, ha estat utilitzada per diverses publicacions modernes, incloses les aparicions a Hack/Slash de Devil's Due Publishing : The Series nº 29–32 (desembre de 2009 – març de 2010) i al número 5 (juny de 2011) de la sèrie seqüela, titulada simplement Hack/Slash.
El 2017, l'editorial canadenca de còmics Chapterhouse va crear una nova sèrie de Ray Fawkes i Soo Lee amb una premissa diferent.

## Biografia de personatges de ficció
La Fantomah original és una dona misteriosa que protegeix la jungla amb els seus molts poders sobrenaturals. Estimava la seva jungla i la seva gent i animals, i sovint infligia càstigs cruels a qualsevol que amenacés a algun d'ells. Quan Fantomah utilitza els seus poders, la seva cara, normalment bella, es converteix en una calavera blava (tot i que el seu cabell ros arrissat no canvia).

## Poders i habilitats
La Fantomah original va exhibir un gran nombre d'habilitats màgiques, generalment segons requerís la trama de la història. Entre d'altres, va demostrar la capacitat de volar, transformar objectes en diferents objectes, fer levitar altres objectes, fer que els humans mutin en altres formes, i així successivament. En general, sempre que Fantomah utilitzava els seus poders, canviava el seu rostre d'una dona humana normal a un rostre semblant a una calavera de pell blava.

## En altres mitjans
El 2023, es va anunciar que hi havia una sèrie de televisió Fantomah d'imatge real en marxa. El projecte és una col·laboració entre Lev Gleason Studios i Campanario Entertainment.